# 리누스 (위성)
(22) 칼리오페 1 리누스((22) Kalliope 1 Linus)는 22 칼리오페를 공전하는 위성이다. 임시이름은 S/2001 (22) 1이다. 발견일은 2001년 8월 29일이다. 발견한 사람은 마이클 브라운과Jean-Luc Margot이다. 지름은 28 ± 2 km이다. 리누스는 소행성 위성 중에 매우 큰 편이다.